# Revisor de textos
Revisor de textos é o profissional encarregado de revisar material escrito com o intuito de conferir-lhe correção, clareza, concisão e harmonia, agregando valor ao texto, bem como o tornando inteligível ao destinatário ― o leitor. Este profissional deve trabalhar em consonância com o autor do texto original, de forma que as intervenções propostas respeitem o desejo deste e não alterem em demasia a sua intenção.

## Conceito de revisor, por Sophie Brissaud
“O revisor se define não por seus conhecimentos, mas por seu perfil psíquico. A revisão é mais que uma profissão: é uma neurose. Esta neurose se caracteriza como uma espécie de sacrifício consentido (desejado) pelo revisor; é um tributo à saúde (qualidade) da edição. O revisor se oferece, sempre, em sacrifício à Deusa do Idioma, portanto, todos aqueles que se dedicam a esse ofício nunca serão normais. […] Para o revisor, o importante não é o que ele sabe, mas o que ele está consciente de não saber ou, pelo menos, não saber totalmente, e que por isso exige permanente verificação. […] O revisor não lê como todos os demais homens leem, ele fotografa a palavra visualmente […]. O exercício da profissão do revisor pode ser descrito, perfeitamente, como uma 'leitura angustiada'. O seu trabalho é, justamente, evitar que todos os outros seres humanos necessitem fazer essa leitura angustiada.” 

## Tipologia
Em determinados contextos, o revisor pode tornar-se o profissional encarregado de analisar criticamente um texto escrito, não só do ponto de vista ortográfico e gramatical, mas também com o objetivo de apontar sugestões para aprimorar a estrutura textual. Uma boa revisão literária, por exemplo, leva em consideração a possibilidade de realização de uma leitura mais clara, concisa e harmônica, agregando valor ao texto.
Em muitos casos, o revisor pode tornar-se um coautor do texto, a partir da proposta de melhorar a argumentação quando for necessário. No entanto, o revisor de textos deve respeitar os limites de sua intervenção, não sendo recomendável interferir de maneira resolutiva no conteúdo do texto sem consultar o autor original a respeito das alterações propostas. A autonomia para esse tipo de intervenção cabe apenas ao editor, que lida diretamente com o cliente, autor do texto original.
Existem quatro tipos de intervenções que podem ocorrer durante o processo de revisão e de interação com o produtor do texto:
Revisão resolutiva: o revisor intervém diretamente no texto, com o objetivo de preencher lacunas e solucionar problemas, sejam de ordem formal ou de conteúdo.
Revisão indicativa: o revisor indica quais são as alterações propostas, porém não realiza as alterações, deixando a critério do autor do texto acatar as sugestões ou não.
Revisão interativa: o revisor realiza um diálogo com o autor. Ocorre normalmente em situações em que é preciso uma maior reflexão sobre trechos do texto que tenham ficado obscuros ou que podem ser aprimorados, de acordo com a visão do revisor. Por isso, há a interação entre as partes com o intuito de chegar ao melhor resultado.
Revisão classificatória: o revisor utiliza uma classificação para diferenciar e destacar os diferentes tipos de inadequações. 
Para realizar uma revisão de qualidade, além de consultar ferramentas (dicionários, gramáticas) que sustentem as correções realizadas, o revisor precisa conhecer a diversidade dos gêneros textuais e adequação da linguagem para cada gênero, bem como saber respeitar as características estilísticas inerentes a cada autor.
O revisor de textos deve dominar as regras gramaticais da língua padrão do texto, bem como atentar para a redação, revisão de provas, revisão de padrão (ou padronização textual) e revisão gramatical. O revisor trabalhará com uma enorme variedade de materiais: em geral, textos técnicos, científicos, acadêmicos, jornalísticos e comerciais (revistas, jornais, livros, manuais, cartas, relatórios, apostilas, teses, monografias, tabelas, gráficos, transparências, folders, entre outros), que, na maioria das vezes, serão publicados.
É importante ressaltar que, para uma atuação ampla na profissão, o revisor precisa conhecer alguns fundamentos de linguística e de análise do discurso, já que alterar o texto do outro requer sensibilidade. É necessário que o revisor compreenda como o autor do texto revela sua voz no trabalho em revisão e respeite a sua autoria, pois, por meio da escrita, cada indivíduo revela muito sobre a sua maneira de ser, de dizer e de pensar. Assim, o grande desafio no trabalho de revisão é contribuir para a melhoria do texto sem descaracterizar a voz do autor.
O profissional em revisão de textos, geralmente, possui formação superior em Letras ou Jornalismo. No entanto, há profissionais de revisão formados em áreas diversas, uma vez que, atualmente, é possível encontrar ofertas de cursos de especialização lato sensu em Revisão de Textos. Na cultura anglófona, algumas das competências desta atividade são apelidadas de copy desk (copidesque), termo que foi usado por muitos jornais lusófonos nos anos 90, mas tem caído em desuso.
Algumas figuras célebres da sociedade brasileira foram revisores de texto em outros momentos de suas carreiras, como é o caso do cantor Chico César, do humorista Tom Cavalcante e dos jornalistas Roberto Marinho, Salete Lemos e Denise Campos de Toledo.

## Profissionais relacionados
- Diagramador
- Preparador de textos
- Redator
- Editor